# Italian Baseball League 2011
L'Italian Baseball League 2011 è stata la 64ª edizione del massimo campionato italiano di baseball, la quinta con la denominazione IBL e la seconda con il sistema a franchigie.
Il torneo è iniziato il 14 aprile e si è concluso il 17 settembre.

## Squadre
- Cariparma Parma
- Danesi Nettuno
- De Angelis Godo
- Elettra Energia Novara
- Montepaschi Grosseto
- T&A San Marino
- Telemarket Rimini
- Unipol Bologna

La nuova franchigia Novara Baseball United ha sostituito i Catania Warriors Paternò, che hanno rinunciato a partecipare alla IBL.

## Risultati

### Regular season
| Prima giornata  |                      |                 |
| 14-16 aprile    |                      | 9-11 giugno     |
| 7-2, 3-14, 2-7  | Novara - Grosseto    | 0-4, 7-8, 3-5   |
| 5-0, 12-0, 11-1 | Rimini - Godo        | 5-2, 10-0, 10-1 |
| 3-0, 5-1, 9-6   | San Marino - Nettuno | 4-3, 10-6, 3-6  |
| 1-2, 1-3, 4-12  | Parma - Bologna      | 4-6, 3-2, 0-1   |

| Quarta giornata |                     |                |
| 5-7 maggio      |                     | 7-9 luglio     |
| 10-1, 8-6, 5-2  | Grosseto - Godo     | 7-5, 4-0, 3-1  |
| 12-1, 5-6, 3-1  | San Marino - Rimini | 5-4, 6-2, 5-3  |
| 7-2, 3-0, 20-1  | Parma - Novara      | 8-1, 13-4, 9-3 |
| 3-5, 5-3, 7-1   | Bologna - Nettuno   | 3-2, 0-4, 3-7  |

| Settima giornata |                   |                 |
| 26-28 maggio     |                   | 28-30 luglio    |
| 1-3, 8-2, 4-5    | Rimini - Bologna  | 0-1, 2-5, 9-0   |
| 2-4, 3-4, 3-12   | Godo - San Marino | 2-3, 5-4, 7-6   |
| 10-11, 0-2, 2-5  | Grosseto - Parma  | 4-8, 14-7, 2-8  |
| 4-2, 6-1, 11-1   | Nettuno - Novara  | 7-3, 13-1, 13-0 |

| Seconda giornata |                       |                 |
| 21-23 aprile     |                       | 16-18 giugno    |
| 0-5, 6-5, 6-8    | Grosseto - San Marino | 2-5, 4-5, 1-6   |
| 3-1, 4-1, 2-12   | Parma - Rimini        | 10-0, 4-6, 3-1  |
| 5-0, 8-1, 6-0    | Bologna - Novara      | 4-1, 11-0, 11-1 |
| 7-0, 10-0, 6-1   | Nettuno - Godo        | 3-2, 6-3, 13-11 |

| Quinta giornata |                    |                 |
| 12-14 maggio    |                    | 14-16 luglio    |
| 7-2, 10-1, 6-5  | Godo - Novara      | 2-4, 12-3, 13-3 |
| 6-2, 1-8, 5-4   | Nettuno - Rimini   | 5-3, 4-8, 10-9  |
| 4-6, 3-6, 3-2   | Parma - San Marino | 9-1, 13-1, 3-13 |
| 1-7, 3-8, 7-12  | Grosseto - Bologna | 5-6, 3-10, 3-12 |

| Terza giornata  |                      |                 |
| 28-30 aprile    |                      | 23-25 giugno    |
| 7-13, 0-12, 4-9 | Novara - Rimini      | 2-8, 5-12, 0-10 |
| 0-1, 6-4, 4-9   | Nettuno - Grosseto   | 2-6, 5-2, 12-2  |
| 5-8, 3-0, 2-3   | Bologna - San Marino | 1-2, 4-3, 7-11  |
| 1-3, 5-1, 8-5   | Parma - Godo         | 5-1, 6-1, 10-9  |

| Sesta giornata |                     |                 |
| 19-21 maggio   |                     | 21-23 luglio    |
| 8-1, 3-5, 11-2 | Bologna - Godo      | 11-1, 13-2, 4-6 |
| 1-5, 11-1, 4-7 | Rimini - Grosseto   | 5-2, 6-2, 6-0   |
| 0-6, 2-1, 1-15 | Novara - San Marino | 7-8, 1-7, 3-15  |
| 0-5, 4-1, 6-1  | Parma - Nettuno     | 1-2, 7-4, 7-5   |

#### Classifica
|    | Classifica regular season 2011 | PG | PV | PP | PCT  | PD   |
| -- | ------------------------------ | -- | -- | -- | ---- | ---- |
| 1. | T&A San Marino                 | 42 | 31 | 11 | .738 | 0.0  |
| 2. | Unipol Bologna                 | 42 | 29 | 13 | .690 | 2.0  |
| 3. | Cariparma Parma                | 42 | 28 | 14 | .666 | 3.0  |
| 4. | Danesi Nettuno                 | 42 | 25 | 17 | .595 | 6.0  |
| 5. | Telemarket Rimini              | 42 | 24 | 18 | .571 | 7.0  |
| 6. | Montepaschi Grosseto           | 42 | 18 | 24 | .428 | 13.0 |
| 7. | De Angelis Godo                | 42 | 10 | 32 | .238 | 21.0 |
| 8. | Elettra Energia Novara         | 42 | 3  | 39 | .071 | 28.0 |

|  | Qualificate al girone di semifinale         |
|  | Qualificate alla prima fase di Coppa Italia |

Le prime 4 classificate si qualificano per il girone di semifinale. Le altre squadre passano alla prima fase di Coppa Italia.

### Fase finale

#### Risultati
| Prima giornata |                    |               |
|                | 2-6 agosto         |               |
|                | San Marino-Nettuno | 2-4, 2-0, 5-3 |
|                | Parma-Bologna      | 4-7, 1-0, 8-5 |

| Seconda giornata |                  |                 |
|                  | 10-13 agosto     |                 |
|                  | Parma-San Marino | 14-10, 1-6, 1-6 |
|                  | Nettuno-Bologna  | 3-4, 4-7, 6-2   |

| Terza giornata |                    |                 |
|                | 17-20 agosto       |                 |
|                | Bologna-San Marino | 2-6, 6-12, 10-6 |
|                | Nettuno-Parma      | 4-3, 5-2, 8-2   |

##### Classifica
|    | Classifica girone di semifinale 2011 | PG | PV | PP | PCT  | PD  |
| -- | ------------------------------------ | -- | -- | -- | ---- | --- |
| 1. | T&A San Marino                       | 9  | 6  | 3  | .666 | 0.0 |
| 2. | Danesi Nettuno                       | 9  | 5  | 4  | .555 | 1.0 |
| 3. | Unipol Bologna                       | 9  | 4  | 5  | .444 | 2.0 |
| 4. | Cariparma Parma                      | 9  | 3  | 6  | .333 | 3.0 |

|  | Qualificate al girone di semifinale           |
|  | Qualificate alla seconda fase di Coppa Italia |

Le prime due classificate si qualificano per le Italian Baseball Series. Terza e quarta passano alla seconda fase della Coppa Italia.

#### Italian Baseball Series

##### Gara 1
| San Marino 26 agosto 2011, ore 21:00 | San Marino | 11 – 12 | Nettuno Baseball | Stadio di Baseball di Serravalle (1.500 spett.) |

##### Gara 2
| San Marino 27 agosto 2011, ore 21:00 | San Marino | 3 – 10 | Nettuno Baseball | Stadio di Baseball di Serravalle (1.500 spett.) |

##### Gara 3
| Nettuno 1º settembre 2011, ore 21:00 | Nettuno Baseball | 2 – 5 | San Marino | Stadio Steno Borghese (6.500 spett.) |

##### Gara 4
| Nettuno 2 settembre 2011, ore 21:00 | Nettuno Baseball | 7 – 10 | San Marino | Stadio Steno Borghese (6.000 spett.) |

##### Gara 5
| Nettuno 3 settembre 2011, ore 21:00 | Nettuno Baseball | 11 – 7 | San Marino | Stadio Steno Borghese (6.000 spett.) |

##### Gara 6
| San Marino 9 settembre 2011, ore 21:00 | San Marino | 7 – 2 | Nettuno Baseball | Stadio di Baseball di Serravalle (3.000 spett.) |

##### Gara 7
| San Marino 10 settembre 2011, ore 21:00 | San Marino | 10 – 1 | Nettuno Baseball | Stadio di Baseball di Serravalle (3.000 spett.) |

### Classifica
|  | Italian Baseball Series 2011 | PG | PV | PP | PCT  | PD  |
|  | ---------------------------- | -- | -- | -- | ---- | --- |
|  | T&A San Marino               | 7  | 4  | 3  | .571 | 00  |
|  | Danesi Nettuno               | 7  | 3  | 4  | .429 | 1.0 |

La seconda classificata va a giocare la finale di Coppa Italia.

## Verdetti
- Campione d'Italia:   T&A San Marino
- Vincitore Coppa Italia:   Danesi Nettuno